# Nuevo Berlín

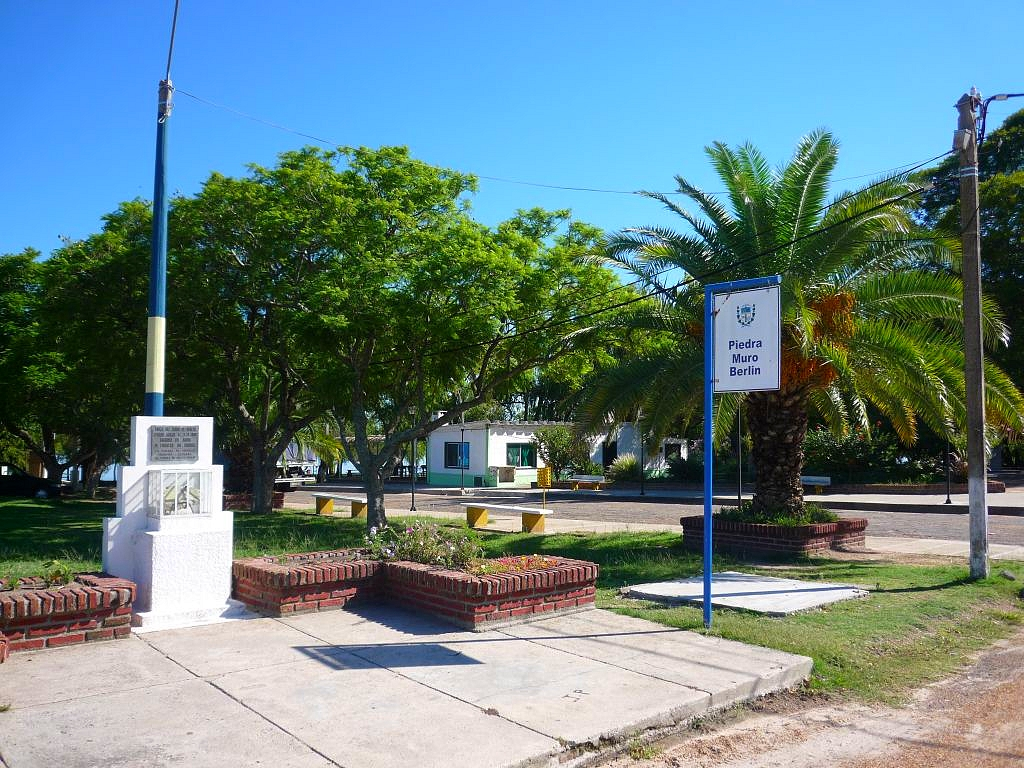
Monumento con fragmento el muro de Berlín.

Nuevo Berlín es una ciudad uruguaya del departamento de Río Negro, en el litoral con Argentina. A ella se accede por la ruta 24 a la altura del km 21. Es además sede del municipio homónimo.

## Historia
El litoral del río Uruguay vertebró el asentamiento de alemanes en el interior, por medio de colonias de carácter agrícola. Una de las primeras sería la de Nueva Mehlem, obra de los hermanos Richard y Karl Wendelstandt. Emigraron al litoral aproximadamente en 1850, y luego compraron la estancia "El Curupí" en el departamento de Soriano.
Unos años más tarde adquirieron campos en el entonces departamento de Paysandú (Río Negro se llamó a partir de 1880) a los que dieron el nombre "Nueva Mehlem", en recuerdo a Mehlem, su zona natal en Alemania. Esta nueva propiedad, de 27.000 ha, estaba rodeada por 32 puestos de avanzada, de los cuales 31 eran ocupados por familias alemanas entre las que se mencionan: los Prantl, Dieringer, Panzl, Deichmann, Schaumann, Binnevies, Steinhardt y Schulze. Su tumba se encuentra en Nuevo Berlín.
Entre tanto la familia Wendelstandt en Alemania se interesó por las inversiones de sus familiares en el Uruguay. Fue así que las inversiones en el litoral se acrecentaron notablemente. De la estancia "Nueva Mehlem" se desprendió el núcleo fundador del Pueblo Nuevo Berlín, por decisión de los hermanos Wendelstandt, quienes encargaron al agrimensor Fridolin Quinke el delineamiento del mismo. Esta tarea fue realizada a fines de 1874. De acuerdo al plano topográfico, diseñado en tela, contó con una superficie de 1238 hectáreas. La fundación de Nuevo Berlín correspondió a los años 1868-1875.

## Población
Según el censo del año 2011 la localidad contaba con una población de 2450 habitantes.
| 1454          | 1912 | 2659 | 2097 | 2366 | 2438 | 2450 |
| (Fuente: INE) |      |      |      |      |      |      |